# Rækkemotor-3
En rækkemotor-3, også kaldet inline-triple, eller inline-three på engelsk (forkortet I3 eller L3), er en stempel-forbrændingsmotor med 3 cylindere der er arrangeret i en lige linje eller række ved siden af hinanden